# Taymir Burnet
Taymir Burnet (* 1. Oktober 1992 in Willemstad, Curaçao) ist ein niederländischer Leichtathlet, der im Sprint antritt.

## Sportliche Laufbahn
Taymir Burnet stammt aus dem niederländischen Überseegebiet Curaçao und begann im Alter von 17 Jahren mit der Leichtathletik. Im Jahr 2012 nahm er über 200 Meter erstmals an Niederländischen Meisterschaften im Sprint teil. 2013 konnte er sich sowohl über 100 als auch über 200 Meter steigern. Bis 2014 verbesserte er sich über 200 Meter auf eine Zeit von 21,57 s. Danach nahm er erst 2017 wieder an Wettkämpfen teil. Über 100 Meter wurde er mit Bestzeit von 10,42 s Niederländischer Vizemeister. Im 200-Meter-Lauf verbesserte er sich bis Ende Juni auf eine Zeit von 21,10 s. Zwei Monate später nahm er mit der 4-mal-100-Meter-Staffel an den Weltmeisterschaften in London teil. Für die vier Läufer war nach dem Vorlauf als Sechste des Rennens der Finaleinzug nicht möglich. Insgesamt belegte das Quartett den elften Platz. 2018 verbesserte sich Burnet über 100 Meter bis auf 10,19 s und verringerte seine Zeit, im Vergleich zum Vorjahr, um fast zwei Zehntelsekunden. Bis 2018 war ihm im Wettkampf noch kein Lauf über 200 Meter unter 21 Sekunden gelungen. Dies gelang ihm in jenem Jahr mehrfach, mit der Bestzeit von 20,52 s, die er im Juli in der Schweiz aufstellte. Damit konnte er über diese Distanz auch bei den Europameisterschaften in Berlin teilnehmen. Dort gelang ihm der Einzug in das Halbfinale, in dem er dann nicht über den sechsten Platz in seinem Lauf hinauskam und damit als 21. ausschied. Einige Tage später startete er im Finale des 4-mal-100-Meter-Staffellaufs. Das niederländische Quartett konnte dabei mit 38,03 s einen neuen Landesrekord aufstellen, der den vier Läufern zudem die Bronzemedaille bescherte. Im Juni verbesserte sich Burnet erneut in der Schweiz in seinen beiden Paradedisziplinen, wodurch er sich, neben der Staffel, auch über beide Sprintstrecken für die Weltmeisterschaften in Doha qualifizierte. Er reiste mit einer Zeit von 10,12 s über 100 Meter nach Katar. Nach dem Halbfinaleinzug lief er darin 10,18 s, womit er als Sechster des Laufs ausschied. Zwei Tage später bestritt er das Halbfinale über 200 Meter. Darin konnte er mit 20,34 s eine neue persönliche Bestleistung aufstellen und verpasste als Vierte des Laufs knapp den Einzug in das Finale. Mit der Staffel wurde er nach dem Finallauf disqualifiziert.
2020 wurde er Niederländischer Meister über 200 Meter. Seine größten sportlichen Träume stellen die Teilnahme an Olympischen Spielen sowie Zeiten unter 10, respektive 20 Sekunden, über 100 bzw. 200 Meter, dar. Im Mai 2021 erreichte Burnet, zusammen mit seinen Teamkollegen bei seiner erstmaligen Teilnahme, im 4 × 100-m-Staffelwettbewerb bei den World Athletics Relays in Chorzów nicht das Ziel. Seinen Traum von der Olympiateilnahme erfüllte er sich ebenfalls 2021, nachdem er sich im 200-Meter-Lauf für die Olympischen Sommerspiele in Tokio qualifizierte. Als Niederländischer Vizemeister angereist, lief er im Vorlauf der Spiele Saisonbestleistung von 20,60 s und erreichte damit das Halbfinale. Dort belegte er anschließend nur den letzten Platz in seinem Lauf. Wenige Tage später war er Teil der niederländischen 4-mal-100-Meter-Staffel im Vorlauf der Kurzsprintstaffeln, bei denen das Quartett das Rennen allerdings nicht beenden konnte. Im Frühjahr 2022 trat er bei den Hallenweltmeisterschaften in Belgrad als Teil der niederländischen Staffel an Das Quartett zog als schnellstes seines Vorlaufs über 4-mal 400 Meter in das Finale ein, in dem man sich nur den Staffeln aus Belgien und Spanien geschlagen geben musste. Im Sommer trat er dann mit der Sprintstaffel bei den Weltmeisterschaften in den USA an. Nach dem Vorlauf lag das niederländische Quartett auf dem insgesamt 13. Platz und schied somit aus. Einen Monat später trat er bei den Europameisterschaften in München an. Mit Saisonbestleistung von 20,44 über 200 Meter verpasste er als Fünfter seines Laufes den Einzug in das Finale.
2023 trat Burnet bei den Weltmeisterschaften in Budapest an. Im Vorlauf über 200 Meter lief er in 20,31 s eine neue Bestzeit und erreichte damit das Halbfinale, in dem er als Sechster seines Laufes anschließend ausschied.
2020 und 2023 wurde Burnet niederländischer Meister im 200-Meter-Lauf.

## Wichtige Wettbewerbe
| Jahr                    | Veranstaltung             | Ort                     | Platz                   | Disziplin               | Zeit                    |
| Startet für Niederlande | Startet für Niederlande   | Startet für Niederlande | Startet für Niederlande | Startet für Niederlande | Startet für Niederlande |
| ----------------------- | ------------------------- | ----------------------- | ----------------------- | ----------------------- | ----------------------- |
| 2017                    | Weltmeisterschaften       | London                  | 11.                     | 4 × 100 m               | 38,66 s                 |
| 2018                    | Europameisterschaften     | Berlin                  | 21.                     | 200 m                   | 20,84 s                 |
| 2018                    | Europameisterschaften     | Berlin                  | 3.                      | 4 × 100 m               | 38,03 s                 |
| 2019                    | Weltmeisterschaften       | Doha                    | 17.                     | 100 m                   | 10,18 s                 |
| 2019                    | Weltmeisterschaften       | Doha                    | 12.                     | 200 m                   | 20,34 s                 |
| 2019                    | Weltmeisterschaften       | Doha                    |                         | 4 × 100 m               | DSQ                     |
| 2021                    | World Athletics Relays    | Chorzów                 |                         | 4 × 100 m               | DNF                     |
| 2021                    | Olympische Sommerspiele   | Tokio                   | 22.                     | 200 m                   | 20,90 s                 |
| 2021                    | Olympische Sommerspiele   | Tokio                   |                         | 4 × 100 m               | DNF                     |
| 2022                    | Hallenweltmeisterschaften | Belgrad                 | 3.                      | 4 × 400 m               | 3:06,90 min             |
| 2022                    | Weltmeisterschaften       | Eugene                  | 13.                     | 4 × 100 m               | 39,07 s                 |
| 2022                    | Europameisterschaften     | München                 | 10.                     | 200 m                   | 20,44 s                 |
| 2023                    | Weltmeisterschaften       | Budapest                | 19.                     | 200 m                   | 20,65 s                 |

## Persönliche Bestleistungen
Freiluft
- 100 m: 10,12 s, 30. Juni 2019, La Chaux-de-Fonds
- 200 m: 20,31 s, 23. August 2023, Budapest

Halle
- 60 m: 6,62 s, 29. Januar 2022, Apeldoorn
- 200 m: 20,92 s, 3. Februar 2022, Ostrava
- 400 m: 46,51 s, 26. Februar 2022, Apeldoorn

## Sonstiges
Burnet trainiert beim Leichtathletik-Club Rotterdam Atletiek. Er lebt in Arnhem.